# Lądowisko Dębowa Kłoda
Lądowisko Dębowa Kłoda – lądowisko w Dębowej Kłodzie, w gminie Dębowa Kłoda, w województwie lubelskim, ok. 10 kilometrów na południowy wschód od Parczewa. Lądowisko należy do firmy "Karol Kania i Synowie".
Lądowisko figuruje w ewidencji lądowisk Urzędu Lotnictwa Cywilnego od 2012
Dysponuje jedną trawiastą drogą startową o długości 930 m.